# Petrus Mosellanus

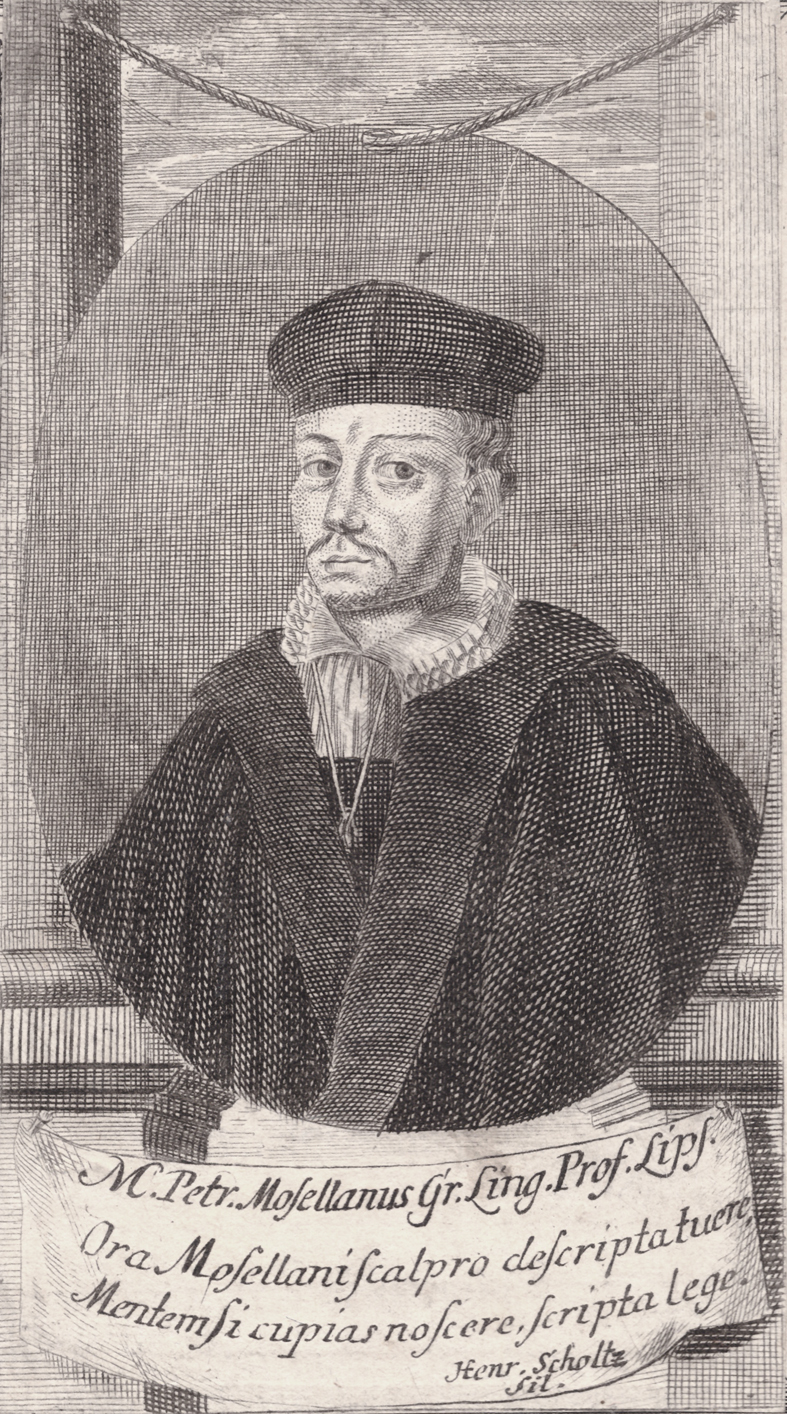
Petrus Mosellanus, um 1520

Petrus Mosellanus (* 1493 als Peter Schade in Bruttig – daher auch Prote- oder Protogensis genannt – an der Mosel, daher Mosellanus; † 19. April 1524 in Leipzig) war ein Humanist, Philologe und römisch-katholischer Theologe mit Sympathien für Martin Luther und andere Reformatoren.

Petrus Mosellanus’ Unterschrift

## Leben
Peter war der jüngste Sohn von 14 Kindern der Eheleute Johannes und Catherina Schade. Der Vater war Winzer, Barbier und handelte mit Bienenharz (Propolis). Er schickte seinen Sohn auf die Klosterschulen in Beilstein, Luxemburg (für ein Triennium), Limburg an der Lahn und Trier.
Mosellanus studierte anschließend, finanziell unterstützt von seinem Großonkel Johannes Schade aus Klotten, von 1509 bis 1511 (Baccalaureus philosophiae) etwa zeitgleich zusammen mit Konrad Heresbach, Johannes Bockenrod und Gerhard Westerburg an der Universität zu Köln an der von dem Theologen Heinrich von Gorkum gegründeten, streng thomistischen Bursa Montana. Im Sommersemester 1515 immatrikulierte er sich an der Universität Leipzig und erlangte hier nach dem Studium der schönen Künste und der Theologie am 28. Dezember 1519 den akademischen Grad des Magisters artium, am 20. August 1520 den des Cursors (Baccalaureus biblicus), und am 9. November 1523 wurde er zum Sententiarius promoviert. 1517 übernahm er als Professor den Lehrstuhl für griechische Sprache. Dort führte er die Arbeit von Richard Crocus fort, der seinerseits an die Universität Cambridge wechselte. Zu Mosellanus’ Schülern zählten u. a. Julius von Pflug, Georgius Agricola, Joachim Camerarius der Ältere und Christoph Hegendorf.
Mit dem Wittenberger Theologen Philipp Melanchthon, den Mosellanus im August 1518 kennenlernte, entwickelte sich über die Jahre eine tiefe Freundschaft, die auch nicht von unterschiedlichen theologischen Auffassungen (Melanchthon war Lutheraner) erschüttert werden konnte. Melanchthon war später bei Mosellanus’ Sterben gegenwärtig. 
1519 hielt Mosellanus die (lateinische) Eröffnungsrede zur Leipziger Disputation zwischen dem katholischen Theologen Johannes Eck und den Reformatoren um Martin Luther und Andreas Bodenstein (genannt Karlstadt). Sein Versuch, zwischen den Streitparteien zu vermitteln, scheiterte. Er hatte Sympathien für die Reformatoren; er selbst war „überzeugter Erasmianer“ – mit ihm verband ihn ein intensiver Briefwechsel. 
Er wirkte als Magister an der Thomasschule zu Leipzig. Im Sommersemester 1520 und Sommersemester 1523 war Mosellanus Rektor der Universität Leipzig. Von 1520 bis zu seinem Tod war er Kollegiat am Großen Fürstenkolleg zu Leipzig.
Sein Grab befand sich in der Nikolaikirche in Leipzig, ist dort aber nicht mehr vorhanden, da beim klassizistischen Umbau der Kirche alle Grabstellen überbaut wurden.

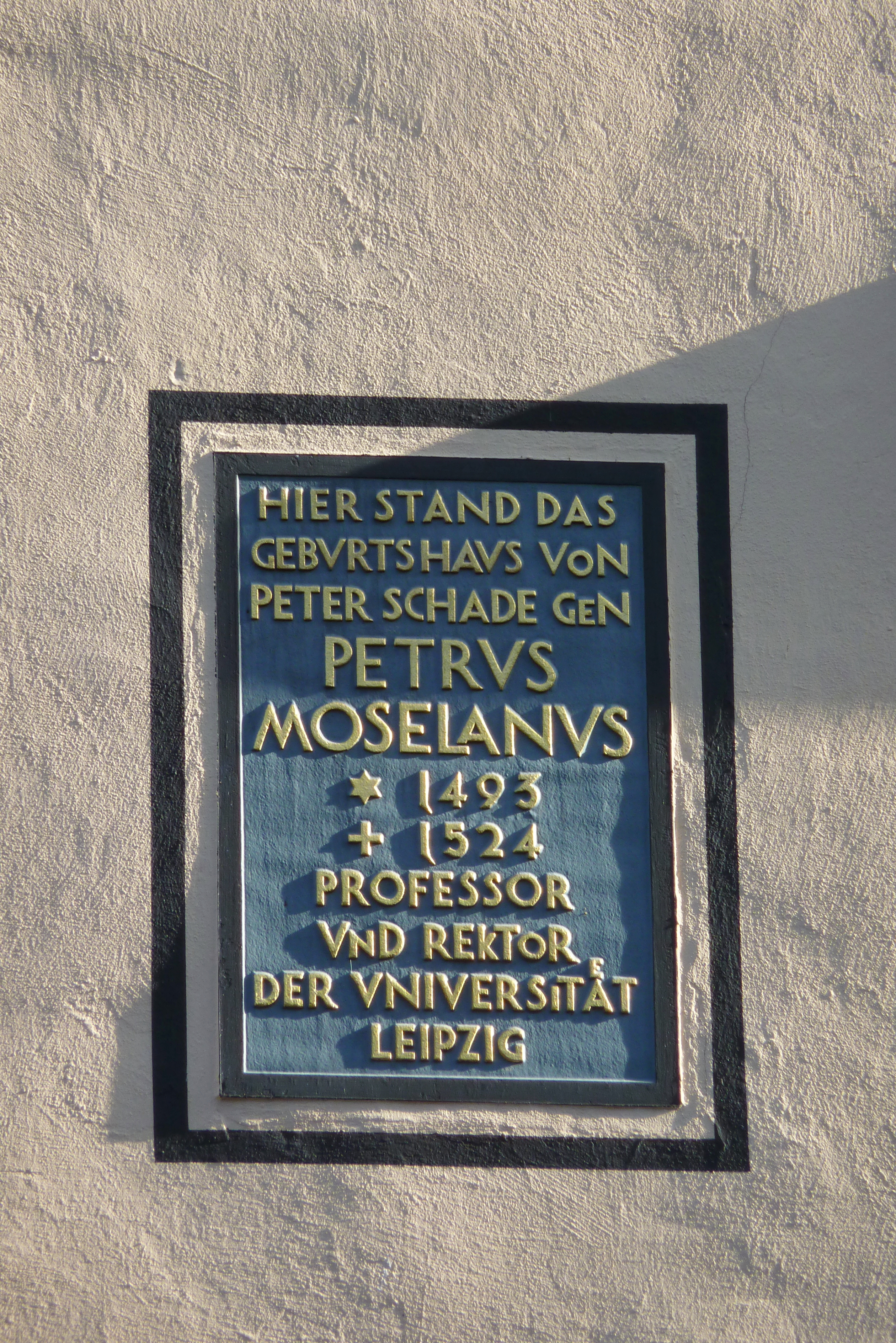
Gedenktafel in Bruttig

## Ehrungen
In Bruttig-Fankel befindet sich an seinem Geburtshaus im Ortsteil Bruttig eine kleine Gedenktafel, sowie neben dem Alten Rathaus der Petrus-Mosellanus-Brunnen, aufgestellt vom Verkehrs- und Verschönerungsverein Bruttig-Fankel.
Darüber hinaus tragen die Petrus-Mosellanus-Grundschule und eine Straße im Ort seinen Namen.

## Werke (Auswahl)
- Oratio de variarum linguarum cognitione. Valentin Schumann, Leipzig 1518. (Digitalisat der STABI Berlin)
- De Ratione disputandi, praesertim in re Theologica. Melchior Lotter, Leipzig 1519. (Digitalisat der UB Leipzig)
- Divi Clavdiani Mamerti Vienensis Galliarvm Episcopi. De Statv Animae. Libri Tres. Hornken & Hitorpius, Basel 1520. (Digitalisat der ULB Düsseldorf)
- Paedologia. Dialogi XXXVII. Nickel Schmidt, Leipzig 1525. (mehrteiliges Werk gemeinsam mit Christoph Hegendorph, Digitalisat der UB Leipzig)
- Noctes atticae. Accesserunt eruditissimi viri Petri Mosellani in easdem perdoctae adnotationes. Martin Gymnich, Köln 1537. (von Mosellanus bearbeitete Neuausgabe der Attischen Nächte des Aulus Gellius, Digitalisat der STABI Berlin)